# Abreibung (Medizin)
Eine Abreibung ist eine pflegende Massageform zur Anregung des Kreislaufs und Förderung der Durchblutung. Dabei wird ein Körperteil des Patienten mit einem feucht-kalten Tuch bedeckt (in der Naturheilkunde auch mit einem feucht-warmen Tuch) und bis zur Entwicklung eines Wärmegefühls der Haut mit der Hand gerieben.
Bei Patienten mit stabilem Kreislauf dienen Abreibungen des ganzen Körpers der Körperpflege und Abhärtung.